# Тулуниды

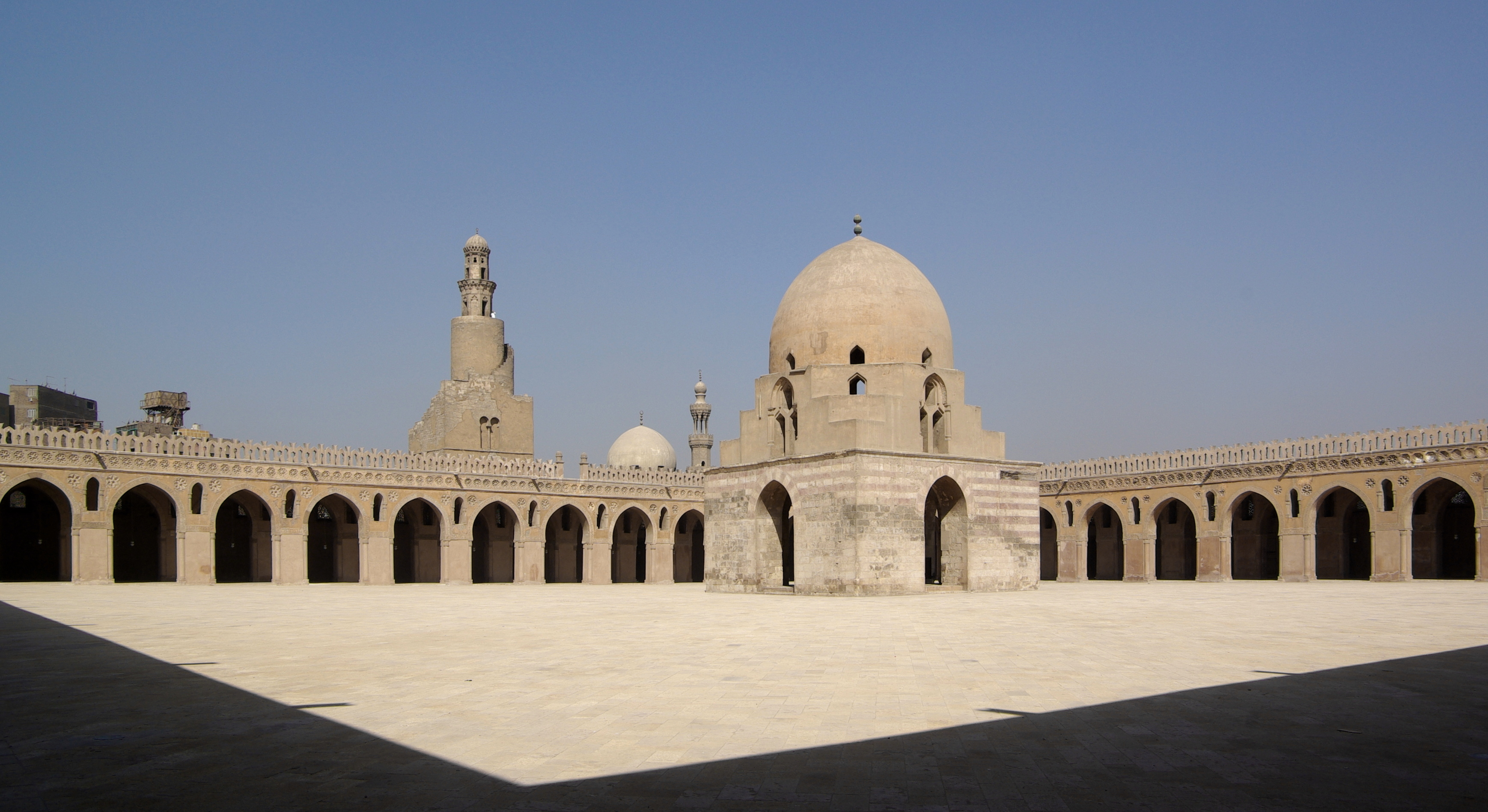
Мечеть ибн-Тулуна в Каире (IX век)

Тулуниды  — первая фактически независимая от Халифата египетская династия тюркского происхождения. С 868 по 905 год правили в собственном государстве.

## Правители эмирата
- Ахмед ибн Тулун (868—884);
- Хумаравейх (884—895);
- Джейш (895—896);
- Харун (896—904), брат Джейша;
- Шейбан ибн Ахмед (904—905).

### Ахмед ибн Тулун
Отец основателя династии, Тулун, был членом тюркской гвардии из Центральной Азии, сформированной первоначально в Багдаде, а потом перебазировавшейся в Самарру. В 868 году Ахмад ибн Тулун был отправлен в Египет наместником Баякбаком (ум. 870), представителем халифа Аббасидов аль-Мутазза. Став наместником Египта, Ахмад в 877 году добился фактической самостоятельности. В 878 г. халиф позволил ему включить в свои владения Сирию; обе провинции оставались в руках династии Тулунидов до 905 года.
Резиденцией Тулунидов стала крепость Катай (близ Фустата). Ахмад ибн Тулун создал в Египте профессиональное войско из тюрок, берберов и суданцев. Собирая обширные подати с богатой провинции, он вкладывал часть средств в развитие сельского хозяйства и торговли; начал чеканить монеты, на которых рядом с именем халифа ставил своё имя. Регент халифа Аль-Мутамида Аль-Муваффак вынужден был признать законной власть сына Ахмада Хумаравейха (884—896) и его потомков над Египтом и Сирией при условии выплаты ими дани.
В 873 году при Ахмаде ибн Тулуне была введена первая крупная государственная больница.

### Хумаравейх
К 890 г. государство Тулунидов достигло своих максимальных размеров: границы его простирались от Судана на юге до Аданы на севере, от Триполи на западе, до берегов Тигра на востоке. Но это могущество оказалось недолговечным. В январе 896 г. эмир Ахмед ибн-Тулун был убит заговорщиками в своем замке под Дамаском. Власть перешла к его старшему сыну Джейшу. Однако его не признали в Египте, Халебе, Дамаске, Авасиме и Тарсусе. В июне того же года несколько гвардейских тюркских отрядов напали на сторонников Джейши и нанесли им поражение. Эмир был взят в плен и низложен. Его место занял младший брат Харун.

### Харун ибн Хумаравейх
Новому правителю досталось тяжелое наследство — казна была пуста, не прекращались постоянные раздоры между различными представителями правящего клана. Центральная власть ослабла и укрепить её не удалось. Смертельный удар государству Тулунидов нанесло восстание карматов, которые в 902 г. вторглись из-за Евфрата в Сирию. В марте 903 г. армия Тулунидов была разбита и отступила от Дамаска. За короткое время карматы завладели многими северными провинциями Сирии, в том числе Хомсом, Хамой, Баалбеком, Саламией. Однако победители не смогли воспользоваться своим успехом. В том же году они были разбиты Аббасидами, которым и достались все сирийские провинции. В мае 904 г. халиф Али аль-Муктафи двинул в Египет армию под командованием Мухаммада ибн Сулаймана. Его поддерживал своими действиями большой флот. Атакованный с суши и моря, Харун стал терпеть одно поражение за другим. 30 декабря 904 г. он был убит своими солдатами.

### Шейбан ибн Ахмед
После смерти Харуна власть перешла к его дяде Шайбану. Многие прежние сторонники Харуна не поддержали нового эмира и перешли на сторону халифа. Остатки армии Шайбана сдались 11 января 905 года. Государство Тулунидов прекратило своё существование.
Тулуниды славились своими общественными постройками и роскошью своей столицы Аль-Катаи, лежавшей на территории современного Каира. К настоящему времени, однако, из построенного в Каире при Тулунидах почти ничего не сохранилось, кроме украшения города и одной из старейших её мечетей — Мечети ибн-Тулуна.